# Plexippus paykulli
Espèce
Synonymes
- Attus paykullii Audouin, 1826
- Attus ligo Walckenaer, 1837
- Euophrys vetusta C. L. Koch, 1846
- Salticus vaillanttii Lucas, 1846
- Salticus culicivorus Doleschall, 1859
- Attus africanus Vinson, 1863
- Euophrys delibuta L. Koch, 1865
- Salticus diversus Blackwall, 1868
- Salticus rodericensis Butler, 1876
- Plexippus punctatus Karsch, 1878
- Plexippus planipudens Karsch, 1881
- Menemerus crassus Hogg, 1922
- Hyllus mimus Chamberlin, 1924
- Sandalodes magnus Berland, 1933
- Sandalodes nigrescens Berland, 1933
- Apamamia bocki Roewer, 1944
- Plexippus quadriguttatus Mello-Leitão, 1946
- Marpissa bengalensis Tikader, 1974
- Marpissa mandali Tikader, 1974
- Marpissa andamanensis Tikader, 1977

Plexippus paykulli est une espèce d'araignées aranéomorphes de la famille des Salticidae.

## Distribution
Cette espèce est cosmopolite par introduction. Originaire d'Afrique, elle a été introduite en Amérique, en Europe, en Asie et en Océanie. Elle est présente dans les régions chaudes et tempérées du globe.
Elle a été observée : 
- à La Réunion[3], à l'Île Maurice[4], aux Seychelles[5] ;
- en Belgique[6], en Espagne[7], en Italie[8] et en Grèce[9],[10] ;
- en Turquie[11], au Yémen[12], aux Émirats arabes unis[13], en Iran[14], au Pakistan[15], en Inde[16], aux Maldives[17], en Chine[18], en Corée du Sud[19], au Japon[20], en Thaïlande[21], aux Philippines[22] ;
- en Australie[23], en Nouvelle-Guinée[24], en Polynésie française[25] ;
- aux États-Unis de la Floride au Texas[26], à Porto Rico[27], au Paraguay[28] et en Argentine[29].

## Habitat
Plexippus paykulli se rencontre fréquemment dans les habitations, mais il est également possible de l'observer dans les plantations de citronniers ou dans les champs de coton.

## Description
La femelle mesure de 9 à 12 mm et le mâle de 9 à 11 mm.
Le mâle se caractérise par la présence de bandes longitudinales blanches et noires sur son céphalothorax et sur son abdomen,. L'abdomen, ovoïde alongé, présente une bande longitudinale centrale blanche bordée de deux bandes noires avec une paire de taches blanches sur la partie postérieure. Le céphalothorax présente également une bande longitudinale centrale blanche bordée de deux bandes noires elles-mêmes bordées de deux bandes blanches latérales. La bande centrale blanche passe entre les yeux antérieurs,.
Les chélicères sont noires et les pédipalpes jaune clair. Les pattes sont jaune pâle avec une ligne noire sur la surface pro-latérale des fémurs des pattes I. 
La femelle est marron avec un céphalothorax plus sombre en particulier dans la zone oculaire avec une bande sombre orangée sur la partie thoracique. L'abdomen présente deux courtes bandes noires sur la partie postérieure contenant chacune deux taches blanches et une bande centrale sombre avec des marques en chevrons,. Les pattes sont uniformément marron foncé.

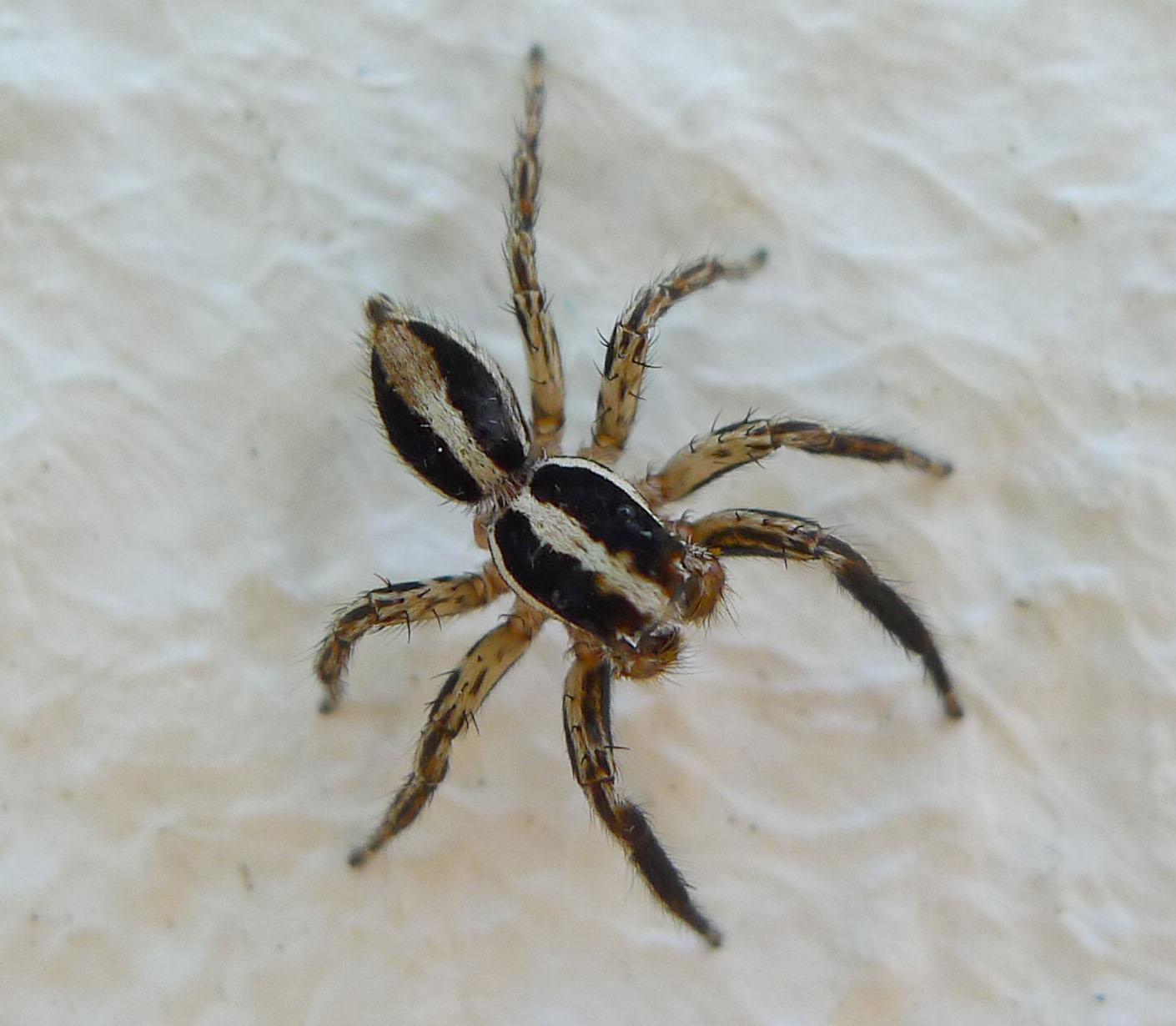
Plexippus paykulli ♂
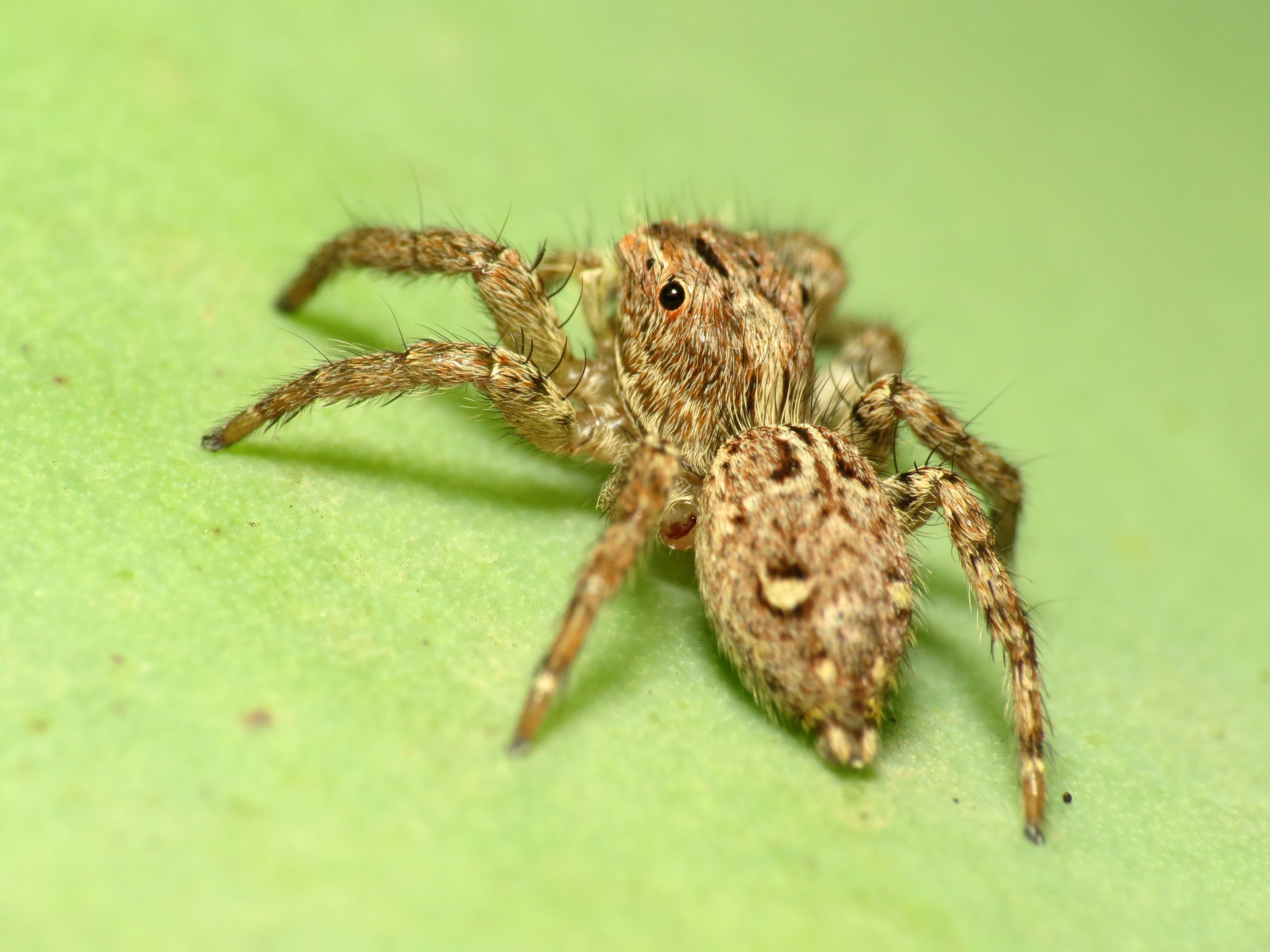
Plexippus paykulli ♀
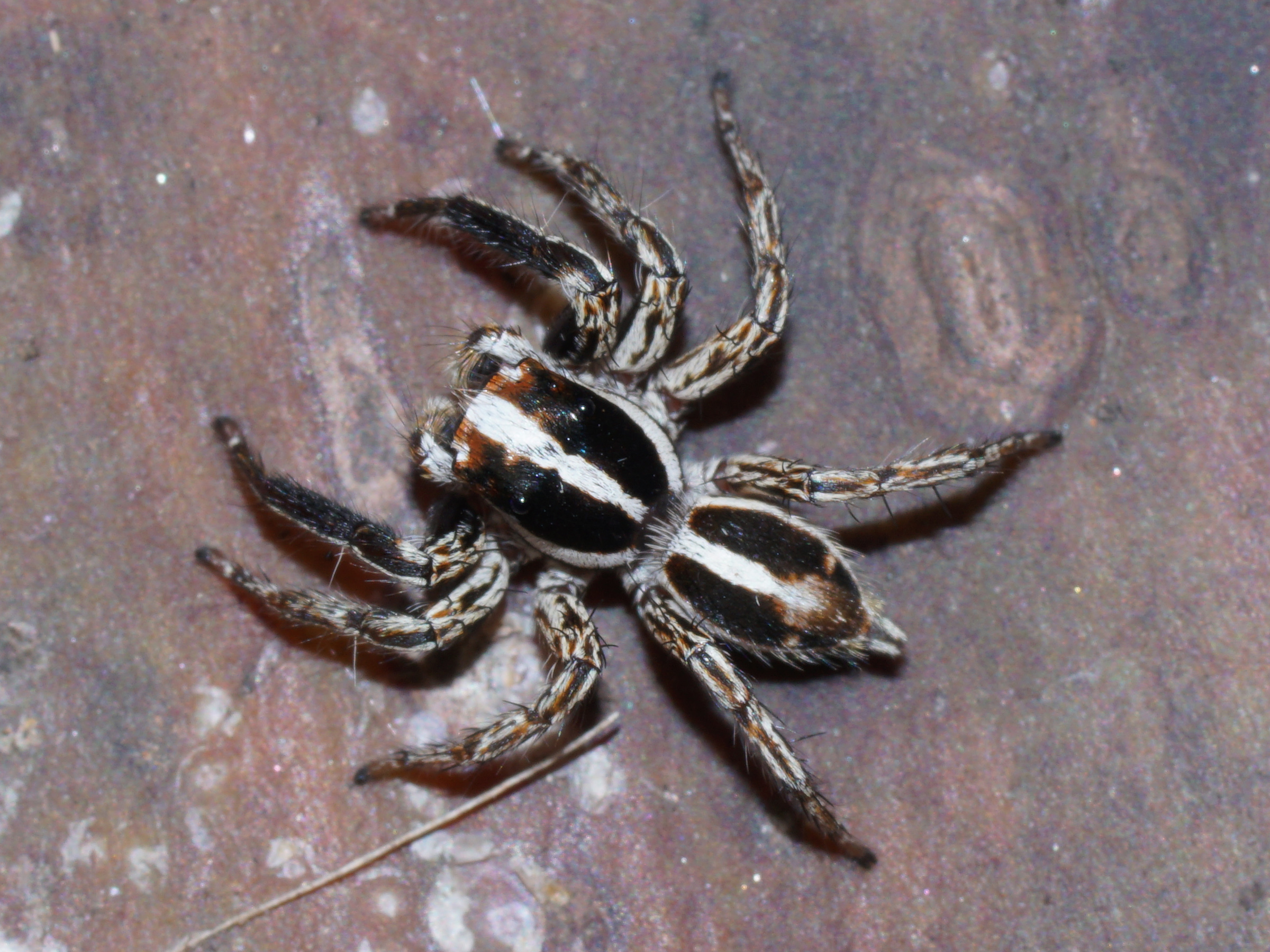
Plexippus paykulli ♂ (Inde)
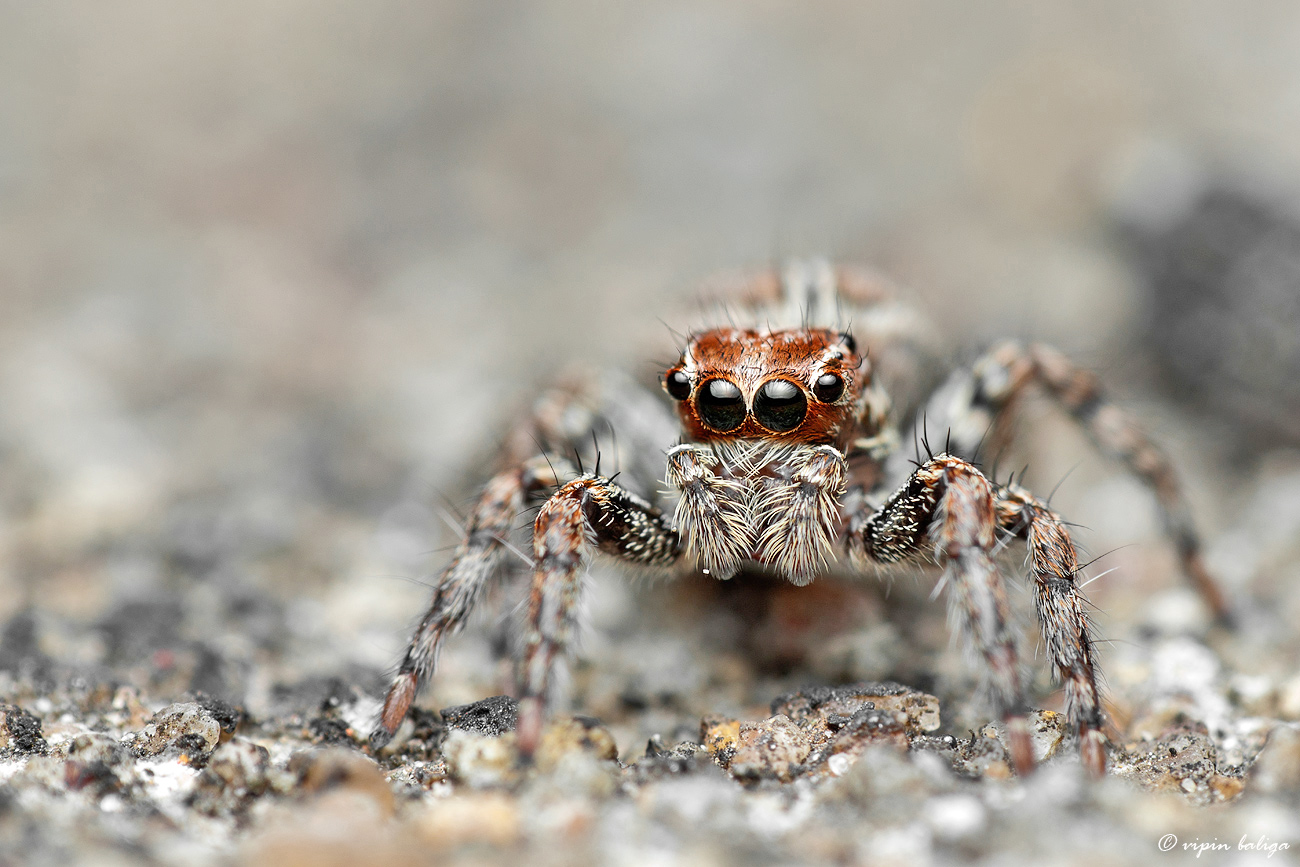
Plexippus paykulli ♀
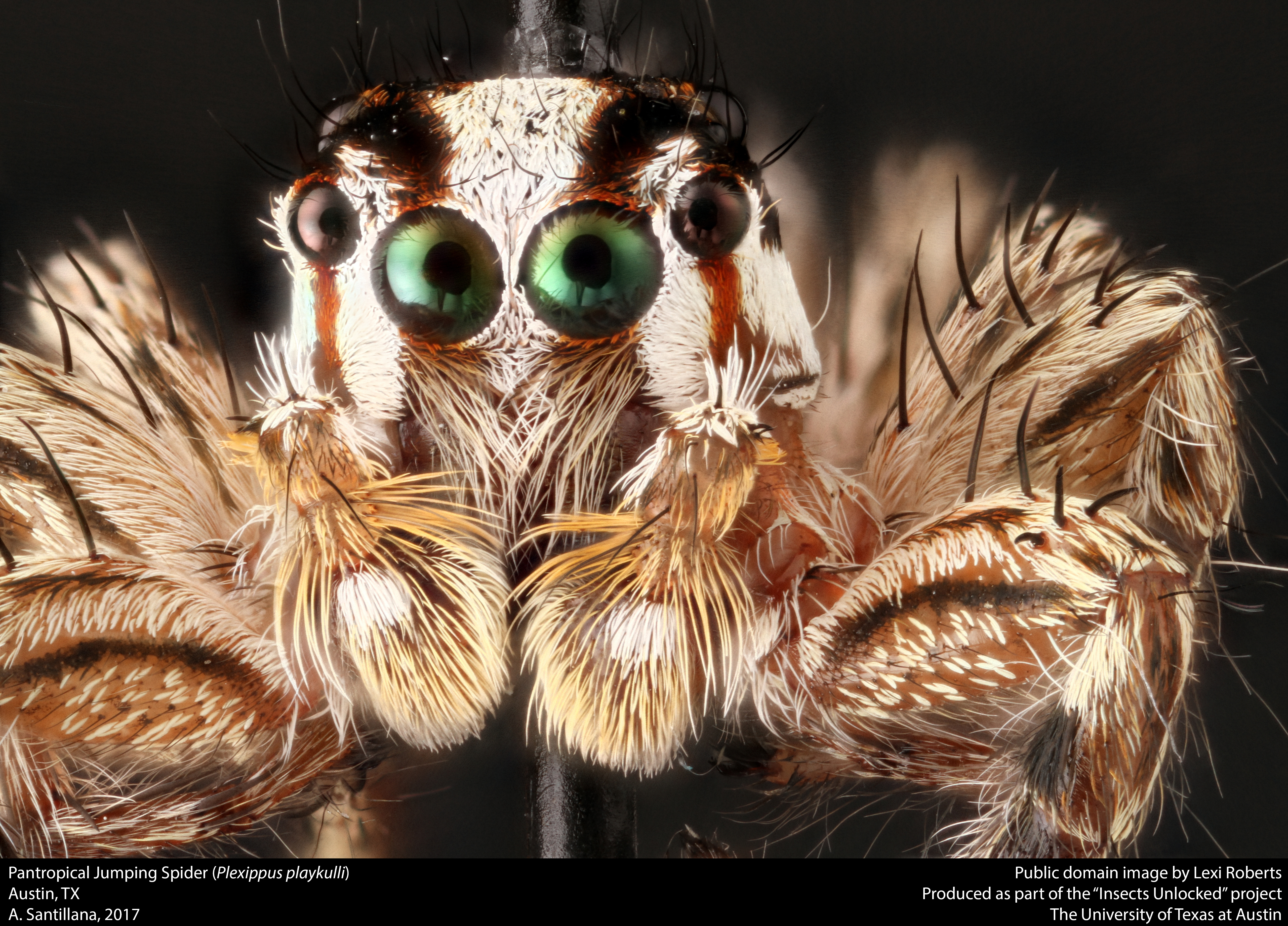
Détail des yeux de Plexippus paykulli
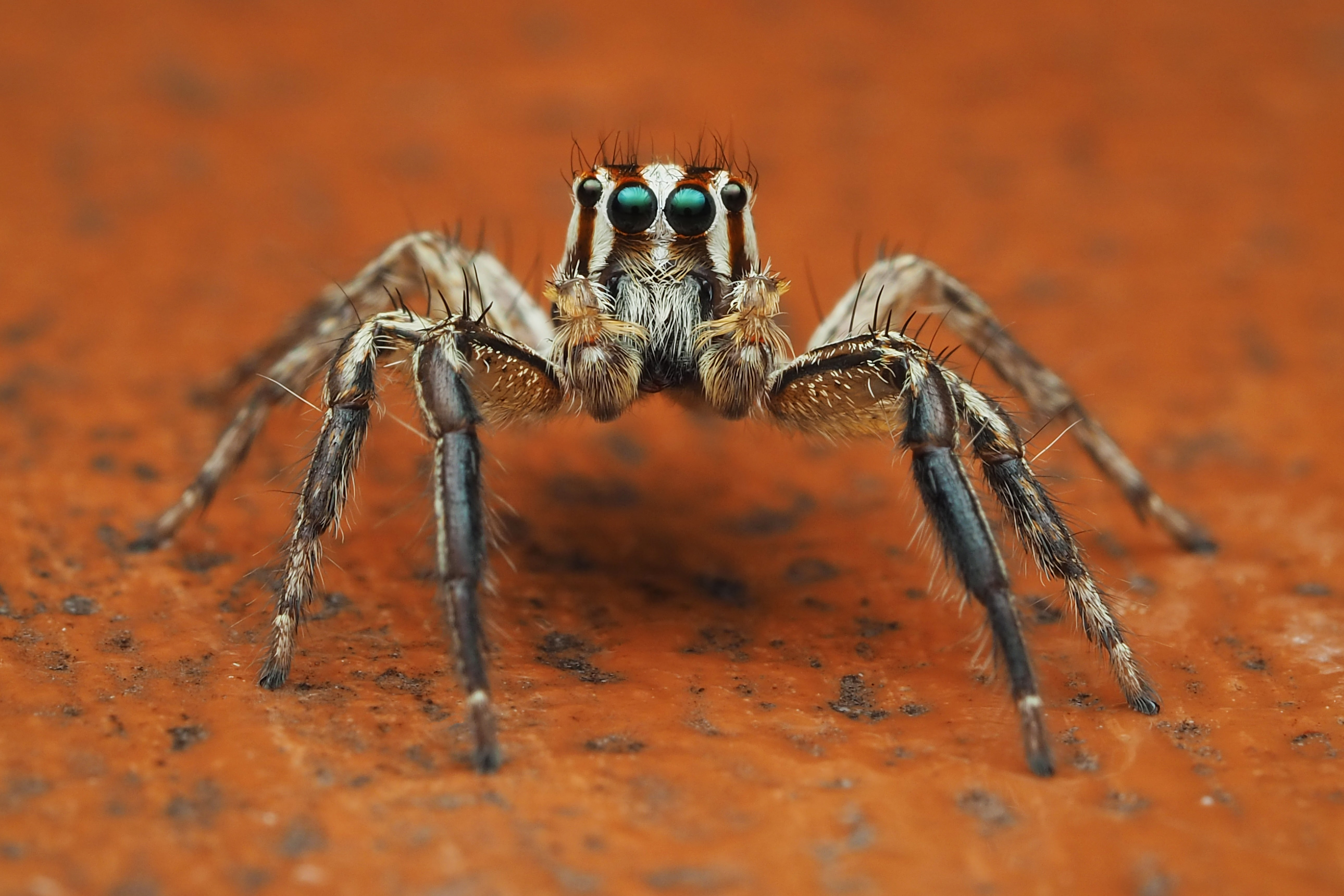
Plexippus paykulli ♂ (mâle), en Floride. Février 2021.

## Comportement

### Locomotion
Plexippus paykulli saute fréquemment au cours de ses déplacements qui présentent des successions caractéristiques de déplacements rapides et d'arrêts brefs de réorientation.

### Toile
Plexippus paykulli construit une retraite faite de soie.

### Prédation et alimentation
Plexippus paykulli est un prédateur polyphage qui se nourrit d'arthropodes comme les Odonates, les Orthoptères, les Hémiptères, les Lépidoptères, les Diptères comme les moustiques, les Hyménoptères et d'autres araignées. Plexippus paykulli se nourrit également de larves ou d'adultes de Blattella germanica.
Il n'est pas rare que des proies comme les criquets ou les frelons transportent Plexippus paykulli après son attaque pendant plusieurs minutes avant que son poison ne fasse effet.

### Cycle de vie
La femelle construit un sac contenant de 35 à 60 œufs qu'elle garde jusqu'à l'éclosion des petits et leur dispersion de 3 à 4 semaines après la ponte.

## Systématique et taxinomie
Cette espèce a été décrite sous le protonyme Attus paykullii par Audouin en 1826. Elle est placée dans le genre Plexippus par Peckham et Peckham en 1886.
Elle est l'espèce type du genre Plexippus.
Hyllus mimus a été placée en synonymie par Foxr en 1937.
Sandalodes magnus a été placée en synonymie par Berland en 1945.
Plexippus quadriguttatus a été placée en synonymie par Galiano en 1979.
Marpissa mandali a été placée en synonymie par Tikader et Biswas en 1981.
Plexippus punctatus et Menemerus crassus ont été placées en synonymie par Żabka en 1985.
Marpissa bengalensis a été placée en synonymie par Żabka en 1990.
Apamamia bocki a été placée en synonymie par Ledoux et Hallé en 1995.
Plexippus planipudens a été placée en synonymie par Prószyński en 2009.
Euophrys vetusta a été placée en synonymie par Prószyński en 2017.
Marpissa andamanensis a été placée en synonymie par Caleb, Francis, Bhat et Packiam en 2022.
Plexippus paykulli nigrescens a été élevée au rang d'espèce dans le genre Hivanua par Maddison en 2024.

## Publication originale
- Audouin, 1826 : Explication sommaire des planches d'arachnides de l'Égypte et de la Syrie publiées par J. C. Savigny, membre de l'Institut; offrant un exposé des caractères naturels des genres avec la distinction des espèces. in Description de l'Égypte, ou Recueil des observations et des recherches qui ont été faites en Égypte pendant l'expédition de l'armée française. Histoire Naturelle, tome 1, partie 4, p. 99-186.